# 井野町 (佐倉市)
井野町（いのまち）は、千葉県佐倉市の地名。郵便番号285-0856。

## 地理
北は井野、南は西志津に隣接している。
飛び地があり、井野、西志津、上志津、八千代市上高野に隣接している。

## 世帯数と人口
2017年（平成29年）10月31日現在の世帯数と人口は以下の通りである。
| 町丁   | 世帯数  | 人口  |
| ------ | ------- | ----- |
| 井野町 | 134世帯 | 220人 |

## 小・中学校の学区
市立小・中学校に通う場合、学区は以下の通りとなる。
| 地域     | 小学校               | 中学校               |
| -------- | -------------------- | -------------------- |
| 50～51   | 佐倉市立井野小学校   | 佐倉市立志津中学校   |
| 108～111 | 佐倉市立井野小学校   | 佐倉市立志津中学校   |
| 52～107  | 佐倉市立西志津小学校 | 佐倉市立西志津中学校 |

## 施設
- 井野町会館
- 本昌寺

## 国道

### 道路
- 国道
  - 国道296号